# Giuseppe Ploner
Giuseppe Ploner est un ancien fondeur italien né le 30 janvier 1959.

## Palmarès

### Championnats du monde
| Épreuve / Édition | Oslo 1982 | Seefeld 1985 |
| 15 km             | 8e        | 15e          |
| 30 km             |           | 9e           |
| 4 × 10 km         |           | Argent       |

### Coupe du monde
- Meilleur classement final: 29e en 1982.
- Meilleur résultat: 12e.